# 文獻計量學
文獻計量學（Bibliometrics），又譯作書目計量學，是1969年由Alan Pritchard提出，將其定義為「應用數學和統計學方法，藉由計算與分析文字資訊的不同層面來顯現文字資訊的處理過程，以及某一學科發展的性質與趨勢」。書目計量學與資訊計量學和科學計量學，簡稱「三計學」，為網路資訊計量學之基礎。文獻計量研究是一種研究技術，可提供研究領域的定量概述。 它涉及聚類分析,包括引文分析、 共引分析、書目耦合、合著者分析和共詞分析。 基於文獻計量技術, 確定當前的研究領域和未來潛在的研究方向，為進一步研究提供了路線圖 。

## 三大定律
1. 布拉德福定律（Bradford's Law）：發現經常被引用的論文出自少數期刊，這些經常有論文被引用的期刊稱之為核心期刊，其與邊際期刊之數量呈現1：a：a平方的關係，亦即有報酬率遞減的現象。換言之，特定學科之最相關文獻集中於少數的核心期刊之中。此結果可作為圖書館在做館藏發展和館藏評鑑時的依據，在館藏發展時，應先將核心期刊列為優先採訪的對象，若有剩下預算，再依序進行邊際期刊的購買；在館藏評鑑時，則可根據該館在各學科當中收錄了多少核心期刊，來評斷其館藏品質優劣。
2. 洛特卡定律（Lotka's Law）：發現發表n篇論文的作者總數，是發表一篇論文作者總數的n平方分之一，也就是所謂的「洛特卡倒平方率」；另外，只發表一篇論文的作者總數，約是全部作者總數的60%。本定律可用來評估某學科領域內，不同作者生產能力、學術地位等。
3. 齊普夫定律(Zipf's Law)：又稱為「字詞分布定律」，主要探討字彙分布的現象，研究字彙及其出現次數間的關係。發現字彙的使用次數（f）與字彙的排名順序（r）之乘積，會等於一常數C。此定律可應用於資訊檢索，使用低頻詞與中頻詞作為控制詞彙，得以提高檢索效益。

## 引文分析
- 引文分析是書目計量學中的重要研究議題。陳光華 （页面存档备份，存于）認為，引文分析即是探討分析來源文獻（Source works）及被引文獻（Cited Works）之間的關係，從各種形式文獻的引用行為中，了解作品間的關聯性、各學科領域的引用特性、以及作品與作者的學科地位等等。其應用方面，可應用於了解學科、資訊檢索、館藏發展、學術評鑑、期刊評鑑等方面。

- 國內外重要引文索引資料庫
  - 國外引文索引工具
    - 屬於Thomson的Web of Science包含三個資料庫，

    1. 科學引文索引（SCI）
    2. 社會科學引文索引（SSCI）
    3. 藝術與人文引文索引（A&HCI）

    - 另一個近年較受矚目的則是Elsevier （页面存档备份，存于）於2004年推出的 Scopus （页面存档备份，存于） 資料庫
    - 此外像 CiteSeer  （页面存档备份，存于）, getCITED  （页面存档备份，存于） 也都屬於引文索引
    - 許多國外索引摘要資料庫或全文資料庫也開始提供引用文獻索引的功能，因此從這個角度來看，這些資料庫也可視為廣義的引文索引資料庫

- - 台灣引文索引工具

1. 台灣社會科學引文索引（TSSCI）
2. 台灣人文學引文索引（THCI）

- 引文分析重要係數與指數

1. 影響係數：該年引用某期刊前n年的論文次數／前n年某期刊刊載的論文總數
2. 即時指數：某年度對該期刊當年發表論文的引用次數／當年發表論文總數
3. 期刊引用係數：某種期刊引用另一種期刊的次數／該種期刊的引用總次數
4. 被引用係數：某種期刊（作者、國家等）被另一種期刊引用的次數／該種期刊（作者、國家等）被引用的總次數
5. 自我引用係數：引用自己期刊（作者、國家等）的次數／該期刊（作者、國家等）的引用總次數
6. 期刊被自我引用係數：被自己期刊引用的次數／該期刊的被引用總次數

- 引文分析的缺點

1. 自我引用：作者可能為了提升自己的被引次數，而不斷自我引用，但自我引用的動機仍難以測度。但也有研究顯示，期刊自我引用對期刊的影響係數並無太大的影響。
2. 引用目的不明：通常被引次數越多之作品代表價值越高，但亦有一種可能為低劣的著作經常被其他研究者引用來批評。
3. 社會目的：學者間的引用帶有學界的「社會」或「政治」意涵，可能因為某些立場因素刻意不引用或刻意引用某人的作品。
4. 引用錯誤：研究者在抄錄參考書目時出錯、或不慎引用到二手文獻等意外狀況。
5. 語言優勢：以英文為例，英美語文較多人使用，因而具有較高被引用的先天優勢。
6. 引用均等：每一筆引用均被視為同等重要，無法反映出各筆引用文獻對於該作品重要性之別。

## 基於引文分析的期刊評鑑指標與查詢
期刊評鑑指標的發展，可說是引文分析的重要應用之一。經由期刊被引用狀況的量化分析，可以作為期刊重要性與影響力的參考項目之一。市面上用於查詢期刊評鑑指標的知名資料庫包含：

- Thomson的Journal Citation Reports資料庫：運用Web of Science中SCIE與SSCI資料庫收錄的期刊進行引用分析，發展出期刊評鑑指標中最為人所知的影响因子(簡稱：IF)，以及其他多項不同指標：
  - Impact Factor(影響係數)、Immediacy Index(即時指數)、Cited Half-Life(半衰期)、5-Year Impact Factor(5年影響係數)之定義與計算方式 （页面存档备份，存于）。
  - Eigenfactor與Article Influence之定義與計算方式 （页面存档备份，存于）。
  - 資料庫Journal Citation Reports之查詢方式 （页面存档备份，存于）。

- Scopus資料庫：運用SCOPUS收錄的期刊進行引用分析，提供SJR與SNIP兩項評鑑指標：
  - SJR：導入PageRank概念所發展出的評鑑指標，強調具有引用權重的概念，即被SJR值高的期刊引用，所獲得的SJR分數提升較為顯著。詳細請參考定義與計算方式 （页面存档备份，存于）。
  - SNIP：強調將不同領域的被引用次數標準化，以利跨領域比較的指標。詳細請參考定義與計算方式 （页面存档备份，存于）。
  - SCOPUS中SJR與SNIP指標的查詢方式 （页面存档备份，存于）。

- JCR與SCOPUS期刊評鑑指標之綜合比較 （页面存档备份，存于）。

## 文獻老化
- 學術文獻隨其發表時間漸長，其內容會逐漸不合時宜，價值日益降低，甚至完全失去價值，這就是文獻老化的概念。它可以用來了解學科知識的轉變、淘汰圖書館館藏、評鑑文獻之價值等。

- 陳光華 （页面存档备份，存于）列舉之文獻老化的指標如下：

1. 半衰期：某學科領域中，尚被使用的所有文獻中，較新的一半，是在多長的時間內發表的。這段時間就是該學科的半衰期。
2. 普賴斯指數：某學科領域中，把對年限不超過5年的文獻引文數量與引文總數之比當作指數，用以測量文獻的老化速度和程度。指數越大，半衰期越短。
3. 剩餘有益性指標：某一年份某一期刊被使用者利用的文章數被稱為期刊有益性。經過若干年後，期刊還保留的有益性，即「剩餘有益性」。